# Wojciech Maksymilian Adamski
Wojciech Maksymilian Adamski (ur. 21 listopada 1796 w Poznaniu, zm. 8 lutego 1841) – polski lekarz, botanik.
Urodził się w Poznaniu 21 listopada w rodzinie mieszczańskiej Konrada i Agaty z domu Cichowicz. W domu swojego stryja ks. Mikołaja proboszcza w Łubowie k. Gniezna pobierał początkowe nauki, a od 1811 uczęszczał do gimnazjum Marii Magdaleny w Poznaniu, gdzie w 1817 zdał maturę. W roku 1818 po ukończeniu szkoły rozpoczął studia w Poznaniu, gdzie początkowo studiował filozofię. Następnie w latach 1819–1923 studiował medycynę na Uniwersytecie w Wiedniu, po czym przeprowadził się do Wrocławia, gdzie od 1824 kontynuował studia medyczne, m.in. pod kierunkiem profesorów: Jana Evangelisty Purkyniego (fizjologię) i Ludolpha Christiana Treviranusa (botanika).
W roku 1825 uzyskał tytuł dr medycyny i chirurgii po przedstawieniu rozprawy „Dissertalio inauguralis sistens prodromum historiae rei herbariae in Polonia, a suis initiis usąue ad nostra tempera”. Od 1826 pracował jako lekarz w Kościanie w województwie wielkopolskim, gdzie prowadził rozległą praktykę lekarską. W 1826 z największym autorytetem lekarskim owych czasów, internistą Christophem Wilhelmem Hufelandem nawiązał w Berlinie osobisty kontakt. Przyjaźnił się również ze swoim kolegą szkolnym K. Marcinkowskim. W wolnym czasie wyjeżdżał na wycieczki botaniczne i zbierał rośliny do przyszłej pracy naukowej pt. „Flora Wielkiego Księstwa Poznańskiego”, którą pozostawił w rękopisie. Zdecydował się w 1828 na odcinkowe ogłaszanie zebranych materiałów w formie kalendarza florystycznego w polskiej edycji „Gazety Wielkiego Księstwa Poznańskiego” (od maja do września, nr 40-94, z przerwami). 174 gatunki objęły wymienione tam rośliny, zebrane głównie w okolicach Kościana, Gostynia, Poznania i Śremu. Opublikowane fragmenty pracy były zupełnie nieznane do 1896, kiedy to zostały ogłoszone w oddzielnej publikacji Bolesława Erzepkiego.
Adamskiego do przerwania praktyki lekarskiej i pracy naukowej zmusiła nieuleczalna choroba. Przewieziony został w 1838 do Zakładu Psychiatrycznego w Owińskach, gdzie zmarł 8 lutego 1841.
Był żonaty z Urszulą Przeszkodzińską i miał trzech synów: Władysława (ur. 1826) i Włodzimierza Wojciecha (ur. 1827) – zmarły jako dzieci oraz Kazimierza Stanisława (ur. 1829).